# Octar
Octar ou Úptaro foi um governante huno. Governante junto de seu irmão Ruga segundo Jordanes em sua Gética, "Mundíuco, cujos irmãos eram Octar e Ruga, que supostamente foram reis antes de Átila, mas não completamente nos mesmos [territórios] que ele". O irmão deles Mundíuco foi pai de Átila, mas não foi o governante supremo dos hunos. Segundo Prisco de Pânio, o quarto irmão deles Ebársio ainda estava vivo em 448. Seus ancestrais e sua relação com os governantes antecedentes Uldino e Caratão é incerta.
Uma diarquia similar, possivelmente uma divisão geográfica onde Rugila governou sobre os hunos do leste e Octar sobre os hunos do oeste, foi aquela de Átila e Bleda. Octar, identificado com Úptaro, segundo Sócrates de Constantinopla morreu em 430 perto do Reno por comer de mais: "Para o rei dos hunos, Úptaro pelo nome, tendo arrebentado na noite de excesso, os burgúndios atacaram aquele povo [os hunos] então sem um líder; e embora poucos em número e seus oponentes muitos, eles obtiveram vitória".

## Etimologia
O nome é registrado em duas variante, Úptaro (em grego: Ούπταρος; romaniz.: Ouptaros) e Octar (em latim: Octar. A mudança de -ct- para -pt- é característica do latim balcânico. Omeljan Pritsak derivou o nome da palavra turco-mongol *öktem (forte, bravo, imperioso; orgulhoso, fanfarrão; orgulho) e do verbo ökte- / oktä- (encorajar). O sufixo deverbal turco-mongol "m" é substituído em turco por "z" enquanto em mongol por "ri". A forma reconstruída é o apelativo *öktä-r.